# کید در برابر کت
کید در برابر کت (به انگلیسی: Kid vs. Kat) یک سری انیمیشن کانادایی است. این انیمیشن نخست از وای‌تی‌وی با کیفیت ۱۰۸۰آی پخش شد و بعداً از دیزنی اکس دی نیز پخش شد. صدا پیشگانی چون کاتلین بر و کتی وسلاک نیز در این انیمیشن همکاری کرده‌اند.

## فصل‌ها
| فصل      | قسمت‌ها |
| -------- | ------ |
| فصل نخست | ۲۶     |
| فصل دوم  | ۲۶     |